# هوكتمبر
هوكتمبر (بالإنجليزية: Sardarapat, Armenia)‏ هي قرية كبيرة تقع في أرمينيا في محافظة آرماوير. يقدر عدد سكانها بـ 6,300 نسمة.
عُرفت في الأصل باسم ساردارابات حتى عام 1935 عندما تم تغيير اسمها إلى هوكتمبر في ذكرى ثورة أكتوبر (الثورة البلشفية) عام 1917.